# Помеждин
Помежди́н (болг. Помеждин) — село в Монтанській області Болгарії. Входить до складу общини Георгій-Дамяново.

## Населення
За даними перепису населення 2011 року у селі проживали 17 осіб, усі — болгари.
Розподіл населення за віком у 2011 році:
Динаміка населення: